# Rinko Kikuchi
Rinko Kikuchi (菊地 凛子?, Kikuchi Rinko), all'anagrafe Yuriko Kikuchi (菊地 百合子?,  Kikuchi Yuriko; Hadano, 6 gennaio 1981) è un'attrice giapponese, nota per il suo ruolo nel film Babel, per il quale ha ottenuto una candidatura per il premio Oscar come migliore attrice non protagonista nel 2007.

## Biografia
Nata ad Hadano, nella prefettura di Kanagawa (nella regione del Kantō), Kikuchi debutta nel 1999, con un piccolissimo ruolo ed utilizzando il proprio nome di battesimo, con il film Ikitai, diretto dal rinomato regista Kaneto Shindō. Poco dopo, nel 2001, recita nell'acclamato film Sora no ana (Hole in the Sky) diretto da Kazuyoshi Kumakiri, film presentato in diversi festival internazionali, tra cui il Rotterdam Film Festival. Nel 2004 ha un piccolo ruolo in Cha no aji (The Taste of Tea) di Katsuhito Ishii, film che viene selezionato per il Festival di Cannes riscuotendo un importante successo da parte della critica e vincitore di diversi premi in numerosi festival.
Nel 2006 viene scelta dal regista Alejandro González Iñárritu per il film Babel dove interpreta Chieko Wataya, una ragazza adolescente sordomuta. L'interpretazione la porta alla ribalta internazionale e alla nomination all'Oscar come migliore attrice non protagonista. È la quinta attrice nella storia degli Oscar a essere nominata per un ruolo in cui non dice neanche una parola (dopo Jane Wyman, Patty Duke, Holly Hunter e Samantha Morton). Molte nomination si trasformeranno in vittorie, come il National Board of Review Award 2006 per la miglior performance rivelazione femminile (insieme a Jennifer Hudson), il Gotham Award sempre nel 2006 come migliore attrice emergente e il Chicago Film Critics Association Awards come migliore attrice non protagonista
La sua intensa interpretazione in Babel l'ha portata ad essere notata anche da molti registi internazionali, come Rian Johnson. Rinko Kikuchi è protagonista nel suo film The Brothers Bloom insieme ad Adrien Brody, Rachel Weisz e Mark Ruffalo, recitando la sua parte in inglese. Ha inoltre preso parte al film Map of the Sounds of Tokyo di Isabel Coixet, presentato al Festival di Cannes 2009. Oltre a essere la più giovane attrice giapponese ad aver ricevuto una nomination agli Oscar, diventa testimonial per la casa di moda Chanel.

### Vita privata
Kikuchi ha sposato l'attore Shōta Sometani il 31 dicembre 2014. Nell'ottobre del 2016 Kikuchi ha dato alla luce il loro primo figlio, mentre il secondogenito è nato nel dicembre del 2018.

## Filmografia parziale

### Cinema
- Sora no ana (Hole in the Sky) (2001)
- Cha no aji, regia di Katsuhito Ishii (2004)
- 69 sixty nine, regia di Lee Sang-il (2004)
- Survive Style 5+ (2004)
- Babel, regia di Alejandro González Iñárritu (2006)
- The Brothers Bloom, regia di Rian Johnson (2008)
- Sideways (2009)
- Map of the Sounds of Tokyo, regia di Isabel Coixet (2009)
- Shanghai, regia di Mikael Håfström (2010)
- Norwegian Wood, regia di Tran Anh Hung (2010)
- Pacific Rim, regia di Guillermo del Toro (2013)
- 47 Ronin, regia di Carl Rinsch (2013)
- Last Summer, regia di Leonardo Guerra Seràgnoli (2014)
- Kumiko, the Treasure Hunter, regia di David Zellner (2014)
- Pacific Rim - La rivolta (Pacific Rim: Uprising), regia di Steven S. DeKnight (2018)

### Televisione
- Bakayaro! Special 2 (1999)
- Kawaii dakeja Dame kashira (TV Asahi) (1999)
- Chura-san (NHK) (2002)
- The private detective Mike Hama (YTV) (2002)
- Uchu ni Ichiban Chikai basho (2003)
- Ai to Shihonshugi (WOWOW) (2003)
- Liar Game
- Moteki (2010)
- Westworld - Dove tutto è concesso (Westworld) – serie TV (2018)
- In Love and Deep Water, regia di Yûsuke Taki e Morgan Bailey Keaton (2023)

## Doppiatrici italiane
Nelle versioni in italiano dei suoi film Rinko Kikuchi è stata doppiata da:
- Chiara Oliviero in Pacific Rim
- Jolanda Granato in 47 Ronin
- Jun Ichikawa in Last Summer
- Alessia Navarro in Pacific Rim - La rivolta

Da doppiatrice è sostituita da:
- Eleonora Reti in The Sky Crawlers - I cavalieri del cielo

## Riconoscimenti
- Premi Oscar
  - 2007 – Candidatura alla miglior attrice non protagonista per Babel